# Red clump

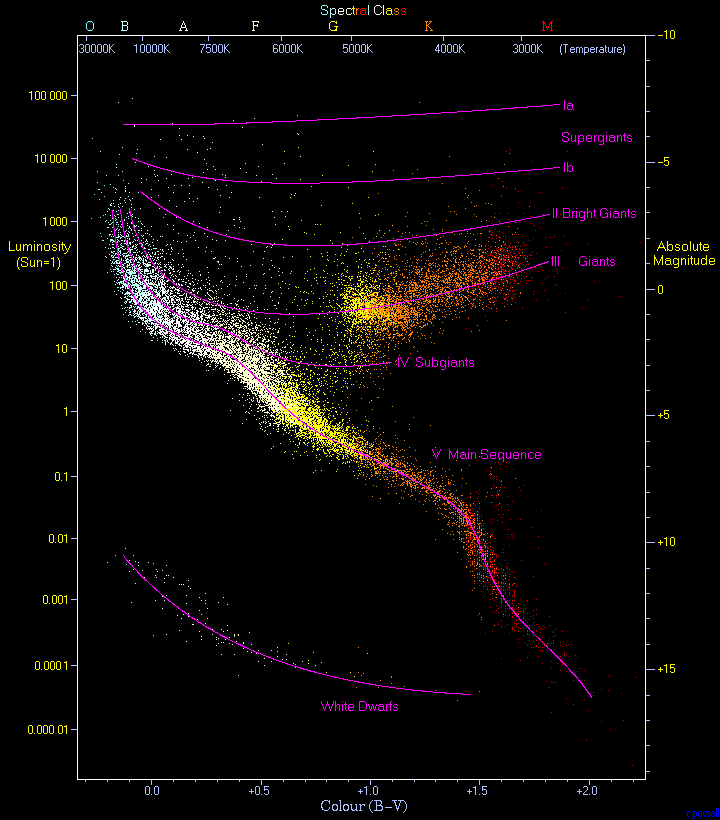
Diagrama HR criado a partir das estrelas observadas pela sonda Hipparcos. O red clump é o proeminente grupo de gigantes vermelhas próximas de 5 000 K e 75 L_{☉}.

O red clump (agrupamento vermelho, em tradução livre) é uma aglomeração de gigantes vermelhas no diagrama de Hertzsprung-Russell a uma temperatura de 5 000 K e magnitude absoluta de +0,5, um pouco mais quentes que estrelas do ramo das gigantes vermelhas de mesma luminosidade. Ele é visível como uma região mais densa do ramo das gigantes vermelhas que tende para temperaturas mais altas, sendo evidente na maioria dos aglomerados abertos, em alguns aglomerados globulares de idade intermediária, e em populações estelares não homogêneas como as estrelas próximas observadas pela sonda Hipparcos.
As estrelas do red clump constituem a parte mais fria do ramo horizontal, formado por estrelas que já passaram pelo flash de hélio e estão fundindo hélio em seus núcleos. Estrelas de baixa metalicidade tendem a ocupar toda a extensão do ramo horizontal, enquanto estrelas de alta metalicidade se aglomeram na parte mais fria dele, formando o red clump.

## Propriedades
As propriedades das estrelas do red clump variam com base principalmente na metalicidade, mas tipicamente essas estrelas têm espectros K iniciais com temperaturas efetivas de cerca de 5 000 K. A magnitude absoluta visual de gigantes do red clump próximas tem uma média de +0,81, com metalicidades entre −0,6 e +0,4 dex.
Existe uma dispersão considerável nas propriedades de estrelas do red clump mesmo dentro de uma mesma população com origem comum, como um aglomerado aberto. Isso é em parte devido às variações naturais em temperaturas e luminosidades de estrelas do ramo horizontal conforme elas formam e evoluem, e também devido à presença de outros tipos de estrelas com propriedades similares. Embora estrelas do red clump sejam no forma geral mais quentes que estrelas do ramo das gigantes vermelhas, as duas regiões têm partes em comum e a classificação de estrelas individuais só pode ser conhecida com um estudo detalhado de abundância química.

## Evolução

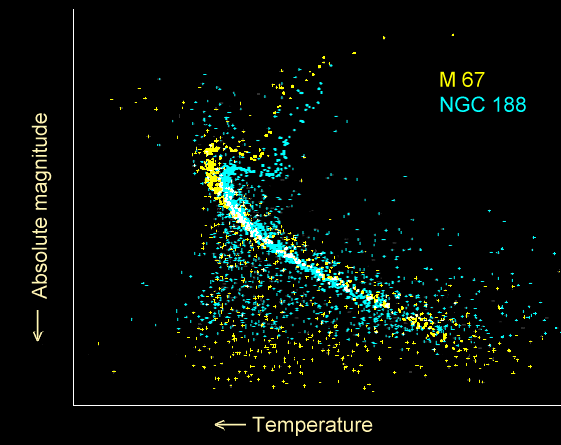
Diagramas HR de dois aglomerados abertos (M67 e NGC 188) com red clumps muito fracos

Estudos modelando o ramo horizontal mostraram que as estrelas têm uma forte tendência de se aglomerar na parte mais fria do ramo horizontal de idade zero (ZAHB), formando o red clump. Essa tendência é mais fraca para estrelas de baixa metalicidade, então o red clump é normalmente mais proeminente em aglomerados ricos em metais. No entanto, existem outros fatores, e alguns aglomerados globulares de baixa metalicidade possuem red clumps bem populados.
Estrelas com massa parecida à do Sol evoluem até a ponta do ramo das gigantes vermelhas com um núcleo de hélio degenerado. Estrelas mais massivas deixam o ramo das gigantes vermelhas mais cedo e realizam uma volta para o azul (blue loop), mas todas as estrelas com um núcleo degenerado atingem a ponta com massas do núcleo, temperaturas e luminosidades muito parecidas. Após o flash de hélio elas estão no ZAHB, possuem núcleos de hélio com pouco menos de 0,5 M☉ e suas propriedades são determinadas principalmente pelo tamanho do envelope de hidrogênio exterior ao núcleo. Envelopes de hidrogênio com baixas massas levam a uma menor fusão da camada de hidrogênio e resultam em estrelas mais quentes e um pouco menos luminosas situadas ao longo do ramo horizontal. Apesar de os núcleos de hélio terem todos o mesmo tamanho, a massa do envelope de hidrogênio varia devido a massas iniciais diferentes e variações naturais nas taxas de perda de massa no ramo das gigantes vermelhas. Estrelas de baixa metalicidade são mais sensíveis a essas variações, então com uma certa massa de envelope elas estão mais dispersas pelo ramo horizontal, com menos estrelas caindo dentro do red clump.

### Outras estrelas na região dored clump
Outras estrelas, não apenas do ramo horizontal, podem se situar na mesma região do red clump no diagrama HR. Apesar de uma estrela do red clump ser sempre mais quente do que a região do ramo das gigantes vermelhas da qual ela evoluiu, estrelas de diferentes populações do red clump e do ramo das gigantes vermelhas podem ocupar o mesmo espaço no diagrama HR. Isso acontece em ω Centauri, em que estrelas do ramo das gigantes vermelhas pobres em metais têm uma temperatura igual ou mais quente do que gigantes do red clump com maior metalicidade.
Estrelas muito massivas para desenvolver um núcleo de hélio degenerado no ramo das gigantes vermelhas fundem hélio antes da ponta do ramo das gigantes vermelhas, realizando uma volta para o azul (blue loop). Para estrelas um pouco mais massivas que o Sol, cerca de 2 M☉, a volta para o azul é muito curta e acontece a uma luminosidade similar à de gigantes do red clump. Essas estrelas são uma ordem de magnitude menos comuns que estrelas como o Sol, e a duração da volta para o azul é pequena, o que significa que esse tipo de contaminação é incomum, mas ainda sim detectável.
Estrelas com 2-3 M☉ também passam pela região do red clump durante sua evolução pelo ramo das subgigantes. Essa também é uma fase muito rápida de sua evolução. Estrelas como OU Andromedae são achadas na região do red clump (5 500 K e 100 L☉) mesmo sendo subgigantes cruzando a lacuna de Hertzsprung.

## Velas padrão
Em teoria, estrelas no red clump têm luminosidades bolométricas muito semelhantes, mesmo com composições químicas e idades diferentes, portanto elas constituem boas velas padrão para a estimativa de distâncias astronômicas, tanto dentro da Via Láctea como a galáxias próximas. Variações causadas por metalicidade, massa, idade, e extinção afetam demais as observações visuais para elas serem úteis, mas esses efeitos são diminuídos em comprimentos de onda infravermelhos. Em particular, observações no infravermelho próximo, na banda I, têm sido usadas para estabelecer distâncias de estrelas no red clump. Magnitudes absolutas para o red clump em metalicidade solar foram medidas em −0,22 na banda I e −1,54 na banda K. A distância ao centro galáctico foi medida por este método, resultando em um valor de 7,52 ± 0,36 kpc, em concordância com o resultado obtido por outras técnicas.

## Red bump
O red clump não deve ser confundido com o red bump ou bump do ramo das gigantes vermelhas, que é uma aglomeração menos evidente de estrelas ao longo do ramo das gigantes vermelhas, causada por uma diminuição na luminosidade de estrelas por causa de convecção interna.

## Exemplos
Muitas as "gigantes vermelhas" brilhantes visíveis no céu são na verdade estrelas de classe K do red clump:
- Capella Aa[11]
- ε Tauri[12]
- β Ceti[11]

Já foi considerado que Arcturus poderia ser uma gigante do red clump, mas atualmente é considerada uma estrela no ramo das gigantes vermelhas, um pouco mais fria e mais luminosa que uma estrela do red clump.